# Schisandra nigra
Espèce
Classification phylogénétique
Schisandra nigra est une espèce Plante à fleurs de la famille des Schisandraceae présente en Corée et au Japon.
Elle est cultivée en Corée pour la fabrication à partir de ses baies, de l'omija cha (hangeul: 오미자 차), littéralement le thé aux cinq saveurs, notamment dans l'île volcanique de Jeju-do (Hangeul: 제주도).